# Vivons !
Albums de Riké
Air Frais Au gré du vent
Singles
1. Oublie-moi
Sortie : 4 décembre 2006

Vivons ! est le deuxième album en solo de Riké, un des chanteurs du groupe Sinsemilia. Il est sorti le 28 janvier 2007 sur le label Tôt ou tard.
Oublie-moi est le premier single extrait de l'album le 4 décembre 2006 et diffusé en radio.
Avec cet album, Riké s'éloigne du reggae du groupe Sinsémilia pour se rapprocher d'un son pop-rock

## Liste des chansons
| No  | Titre                      | Durée |
| --- | -------------------------- | ----- |
| 1.  | Oublie-moi                 | 3:31  |
| 2.  | Je vole                    | 4:05  |
| 3.  | Brillons                   | 3:25  |
| 4.  | Corps à corps              | 3:58  |
| 5.  | Alors, Je chante           | 3:24  |
| 6.  | Plus rien ne me touche     | 3:44  |
| 7.  | Tranquille                 | 3:15  |
| 8.  | Comptine de la petite main | 3:39  |
| 9.  | Juste un père              | 4:35  |
| 10. | Ma vie au soleil           | 3:38  |
| 11. | Tahani                     | 1:29  |